# Ljudevit Posavski
Ljudevit, vagy Ljudevit Posavski (latinul: Liudewitus) 810-től 823-ig az alsó-pannóniai szlávok hercege volt. Birodalmának fővárosa Sziszek volt. A pannóniai szlávok uralkodójaként fellázadt a frank uralom ellen. A frankok elleni háború elvesztése után délre, feltehetően Dalmáciába menekült, előbb egy ismeretlen szerb zsupánhoz (történelmi viták témája), majd Ljudemisl horvát uralkodóhoz, aki hitszegő módon megölte.

## Felkelés a frankok ellen
A felkelés előzményeként 818-ban Ljudevit küldte követeit Heristalba Jámbor Lajos császárhoz. A követek leírták azokat a borzalmakat, amelyeket Cadolah friuli őrgróf (800-819) és emberei vittek véghez Pannóniában, de a frank uralkodó visszautasította a békét. Erre válaszul Ljudevit 819-ben lázadást szított frank uralkodó ellen. Jámbor Lajos császár (814-840) Cadolah-t küldte a lázadás leverésére. A Cadolah vezette frank határmenti erők tovább portyáztak a területen, és kínozták a lakosságot, különösen a gyerekeket. Amikor 819-ben Cadolah vezette frankok ismét visszatértek, a pannóniai szlávok sereget gyűjtöttek, és a frank seregre vereséget mértek. Cadolah-nak vissza kellett vonulnia Friuliba, ahol hamarosan belehalt betegéségbe.
819 júliusában az ingelheimi zsinaton Ljudevit követei fegyverszünetet ajánlottak fel, de Lajos császár visszautasította, és további engedményeket követelve tőle. Ljudevit nehéz helyzetében szövetségeseket kezdett gyűjteni.  Eredeti szövetségese Borna horvát fejedelem (Dux Dalmatiae et Liburniae) volt, a frank uralkodó azonban megígérte Bornának, hogy Pannónia hercegévé teszi, ha segít a frankoknak leverni Ljudevit lázadását, melyet Borna elfogadott. Ljudevit a karintiai és karniolai szlávok körében talált segítséget, akik a friuli őrgrófság szomszédaiként ugyanúgy veszélybe kerültek, mint a pannóniaiak. A Timok völgyében élő timocsánok is csatlakoztak hozzá, mert a szomszédos bolgárok veszélyeztették őket.
A frankok még ugyanabban az évben újabb sereget küldtek az új friuli őrgróf, Baldric friuli herceg vezetésével, hogy ütközzenek Ljudevittel, aki újabb karintiai csapatokat toborzott a Dráva mentén. A frank erők számbeli fölényben voltak, így Ljudevit és embereit Karniolából visszavetették a Dráván túlra. Ljudevitnek vissza kellett vonulnia birodalma központi részeire. Baldric nem üldözte Ljudevitet, hiszen neki kellett konszolidálnia a karintiaiakat. Borna serege Ljudevit apósával, Dragomuž-zsal és csapataival megerősítve délnyugat felől közeledett. A kulpai csata hevében saját gackai csapatai is elhagyták Bornát, és átálltak Ljudevit oldalára, miközben vezérüket, Dragomužt megölték. Borna is csak testőrei segítségével menekült a harctérről.
Erre Ljudevit megragadva az alkalmat decemberben betört Dalmáciába, és rajtaütött Borna területein. Borna még túl gyenge volt, ezért a dalmáciai sereg a felmorzsolást választotta a pannóniai erők kimerítésére. Kemény tél érkezett a dombvidékre, mely Ljudevitot visszavonulásra kényszerítette. Borna frank császárhoz intézett jelentései szerint Ljudevit súlyos veszteségeket szenvedett, 3000 katonát, több mint 300 lovat és sok élelmet veszített. .
820 januárjában Aachenben Borna szövetséget kötött a frank császárral. A terv az volt, hogy Ljudevit birodalmát három oldalról közös támadással leverjék. Amint a tél visszavonult, hatalmas frank seregek gyűltek össze Itáliában, Kelet-Franciaországban, Bajorországban, Szászországban és Alemanniában, amelyek tavasszal egyszerre támadták meg Ljudevit földjeit.  Az északi frank csoport Bajorországból Pannónián át vonult át, hogy a Dráva folyó mentén támadjon. Ljudevit erői sikeresen megállították ezt a hadsereget a folyónál. A déli csoport az Aquileiából Emonába vezető úton haladt át az Alpokon át. velük szemben Ljudevit ismét sikeres volt, mivel megállította őket, mielőtt átkeltek az Alpokon. A központi sereg Tirolból Karniolába vonult. Ljudevit háromszor próbálta megállítani az előretörést, de minden egyes alkalommal számbeli előnyüket kihasználva a frankok győztek. Amikor ez a hadsereg elérte a Drávát, Ljudevitnek vissza kellett húzódnia birodalma szívébe.
A frank fősereg utat nyitott a déli és az északi sereg előtt, így a frank erők most együttes támadást indítottak. Ljudevit arra a következtetésre jutott, hogy minden ellenállás hiábavaló lenne, ezért visszavonult egy erődhöz, amelyet egy erősen megerősített domb tetejére épített, miközben emberei a környékbeli erdőkben és mocsarakban kerestek menedéket.   Ljudevit nem tárgyalt a frankokkal. A frankok végül visszavonultak földjéről, miután soraikat jelentősen megritkította a Dráva mocsaraiban elkapott betegség. A karintiai szlávok elvesztették belső függetlenségüket, és kénytelenek voltak elismerni Balderic friuli őrgrófot uralkodójukként, míg néhányan hűek maradtak Ljudevithez. Borna herceg 821-ben halt meg, utódja Ljudevit unokaöccse, Vladiszláv lett. Lajos császárt 821 februárjában az aacheni zsinat elismerte Dalmácia és Liburnia hercegének. 
A zsinaton a császár ismét megvitatta a Ljudevit elleni háborús terveket. A frankok úgy döntöttek, megismétlik a támadást, és ismét három oldalról nyomulnak Ljudevit területei felé.  Ljudevit látva, hogy nyílt terepen nem tud harcolni a frankokkal, ezért hatalmas erődítményeket kezdett építeni. Ebben Fortunat velencei pátriárka segítette, aki építészeket és kőműveseket küldött hozzá Olaszországból. A 822-es utolsó frank invázió során Fortunat, aki Ljudevit támogatója volt, Zárába menekült száműzetésébe.

## Ljudevit menekülése
Einhard, a Frank Évkönyvek írója szerint a végső frank támadást követően Ljudevit 822-ben sziszeki székhelyéről a szerbekhez menekült (Siscia civitate relicta, ad Sorabos, quae natio magnam Dalmatiae partem obtinere dicitur, fugiendo se contulit). Ljudevit később megölte a helyi szerb zsupánt, aki befogadta, és ideiglenesen átvette az uralmat a területén.
Az elsődleges forrásokban említett szerbek elhelyezkedése és természete a 19. század óta foglalkoztatja a történészeket. Tadija Smičiklas nem kísérelte meg meghatározni azt a területet, ahová Ljudevit menekült, míg Vjekoslav Klaić azt írta, hogy Száván és Bosznán túl van. Ferdo Šišić az „ad Sorabos” területét Száva és Vrbas délkeleti részére, a dalmát horvátok közelébe tette. Vladimir Ćorović ugyan megemlítette a szerbekhez tartó menekülést, de nem fejtette ki bővebben. A Školska knjiga által kiadott 1953-as "Jugoszlávia népeinek története" láthatóan fiktív részletekkel egészítette ki az eredeti történetet. Sima Ćirković úgy gondolta, hogy egyetértés van abban, hogy a hely valahol Boszniában van, de a pontos helyszínekre vonatkozó állításokat spekulációnak nevezte. Nada Klaić úgy gondolta, hogy az a hely, ahová Ljudevit menekült, valójában az Una folyó melletti Srb középkori megye volt. Relja Novaković elemezte Einhardot, és arra a következtetésre jutott, hogy a terület valahol Kozara, Grmeč, Una és Kupa közelében lehet. Ivo Goldstein elismerte és elfogadta azt az elméletet, hogy a hely Srb megye területén található, de tiltakozott a szűkös történelmi feljegyzések félreértelmezése ellen. Radoslav Katičić az elmélet ellen érvelt, és Tibor Živković is egyetértett vele. Mladen Ančić szerint Dalmácia 822-ben és 833-ban történő említése régi földrajzi kifejezésként a frank évkönyv szerzői által, „Pars pro toto” volt, homályos felfogással, hogy valójában mire is utal ez a földrajzi kifejezés.
John Van Antwerp Fine Jr. szerint nehéz volt szerbeket találni ezen a területen, mivel a bizánci források a déli partra korlátozódtak, de lehetséges, hogy a többi törzs között létezett szerbek egy törzse vagy kisebb törzseinek csoportja. Živković 2011-es latin szövegértelmezése szerint sziszeki és horvátországi ügynökeik által a frankoknak adott másodkézből származó beszámolók azt mutatják, hogy a (római) Dalmácia egyes részei felett valamiféle szerb követelés létezik, hasonlóan az analóg frank követeléshez, de nem feltétlenül a más forrásokból már ismert helyeken kívüli települések. Neven Budak szerint nehéz pontosan meghatározni a helyet az egykori Dalmácia tartományon belül, de valószínűleg Közép- vagy Kelet-Boszniában volt.

## Ljudevit halála
Nem sokkal a szerbekkel történt incidens után Ljudevit követet küldött a frank udvarba, azt állítva, hogy kész Jámbor Lajos frank császárt legfőbb uralkodójának elismerni.  Azonban ismét elmenekült, most Ljudemislhez, Borna nagybátyjához Dalmáciába, ahol az új Vlagyiszlav herceg uralkodott. Végül Ljudemisl áruló módon megölte. 